# Cristina Lacasa
Cristina Lacasa Begué (Tarrasa, 12 de mayo de 1929-Lérida, 2011) fue una poeta y escritora de cuentos española.

## Trayectoria
Lacasa nació en Tarrasa en 1929. Su familia era de origen aragonés. Eran tres hermanos, Francisco, Blanca y ella. Comenzó a mostrar interés por la poesía desde temprana edad.
Pasó sus primeros años en Zaragoza, trasladándose luego con su familia a Lérida. Se licenció en Psicología por la Universidad Central de Barcelona. Colaboró con artículos literarios en el periódico La Mañana de Lérida y con diversas revistas literarias. entre ellas la revista Labor (1953-1959). Durante muchos años trabajó como administrativa en los Juzgados de Lleida.
Cristina Lacasa colaboró en el Women Writers of Spain (1986) y en The Feminist
Encyclopedia of Spanish Literature (2002), ambas editadas en la Universidad de Carolina del Norte. Su nombre figuraba junto a María Beneyto, Elena Andrés y Ana María Fagundo, entre otras.
Fue pensionada por la Fundación Juan March en 1964. En 1981 la dirección General de Promoción del Libro del Ministerio de Cultura le otorgó una ayuda a la creación literaria.
En 1987 su obra figura en la antología de lírica escrita por mujeres editada por Luzmaria Jiménez Faro con el título Panorama antológico de poetisas españolas. También varios poemas suyos figuran en la antología de Sharon Keefe En voz alta Las poetas de las generaciones de los 50 y los 70 publicado en 2007.
Su último libro fue publicado en 2008. Falleció en Lérida el 18 de diciembre de 2011.

## Obra
Su poesía está considerada poesía testimonial. No estuvo asociada a ninguna generación de escritores, pero está considerada una figura poética significativa en España. Su obra lírica hace un llamamiento a la paz mientras denuncia la injusticia y la tristeza del ser humano. Poemas de la muerte y de la vida (1966) es una meditación sobre los temas del amor, la vida y la muerte. Algunas de sus poesías tienen un tono autobiográfico, como La voz oculta (1953) y Con el sudor alzado (1964) que enfatizan los sueños y fracasos de su vida.
Le interesaban la Teosofía, el Hermetismo, el Budismo, el Hinduismo y otras grandes tradiciones espirituales.
Concha Zardoya publicó El don de la simiente (1993) donde recogía poemas dedicados a libros de otras poetas. En él reseñó el libro En un plural designio (1983) de Lacasa, un poemario casi inexistente para la crítica literaria. Es un poema largo que va recogiendo cada poema del libro de Lacasa planteando un mapa de lecturas y claves para entenderla.
Sus poemas han sido traducidos a varios idiomas: francés, inglés, italiano, polaco y chino.

## Reconocimientos
- 1963, accésit premio Ágora
- 1964, premio Ciudad de Barcelona por su poemario Poemas de la muerte y de la vida.[12]
- 1970, premio Indivil concedido por el Círculo de Bellas Artes por su obra Espectáculos.[13]
- 1972, premio "Ciudad Mudéjar" de Teruel.[14]
- 1973, premio  "ciudad de Lérida" por su trabajo La escalada.[15]
- 1973, premio  "Hermanos Argensola" de Barbastro por su poema titulado «Si he de señalar algo».[16]
- 1974, premio "Juan Alcover" de Ciudad de Palma por La lengua múltiple.[17]
- 1982, "Hucha de plata" por su relato La palabra.

## Obras

### Poemarios
- La voz oculta (1953)
- Los brazos en estela (1958)
- Un resplandor que perdonó la noche (1961)
- Con el sudor alzado (1964)
- Poemas de la muerte y de la vida (1966)
- Encender los olivos como lámparas (1969)
- Ha llegado la hora (1971)
- El viaje (1981)
- Ópalos del instante (1982)
- En un Plural designio (1983)
- Ramas de la esperanza (1984)
- Pleamar del silencio (1990)
- Sin lastre en la cascada (1995)
- Del arcón olvidado y de otras huellas (1999)
- La infinitud del pétalo (2002)
- Despertando la rosa y el instante (2006)
- Seis voces que han pedido puerta y eco (2006)
- Hoguera, manantial y paraíso (2008)

### Antologías
- Mientras crecen las aguas [antología poética 1953-1976]
- Antología de la poesía cósmica de Cristina Lacasa (2000
- Los candentes enigmas (Antología poética) (2003)

### Cuentos
- Jinetes sin caballo (1979), 19 relatos fechados entre 1955 y 1977.[18]
- Los caballos sin brida (1981)
- En el centro del arco iris (1986)

### Coautora
- Jardín mineral V - Cristales y poemas  junto a la ceramista Antònia Palau Casañé (2006) con una interpretación de su poesía a través de la cerámica.[3]